# Vodou

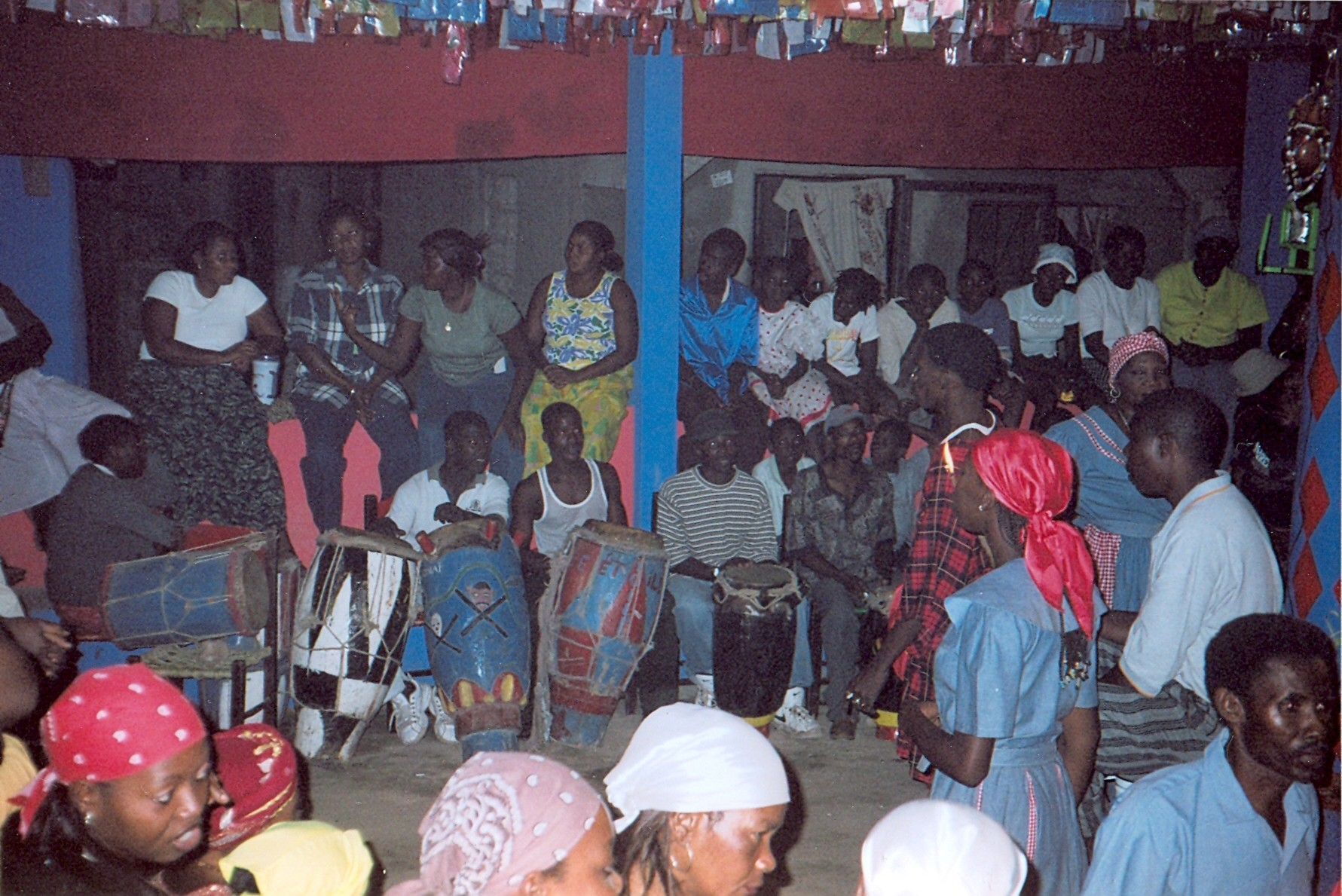
Vodou-ceremonie, Haïti

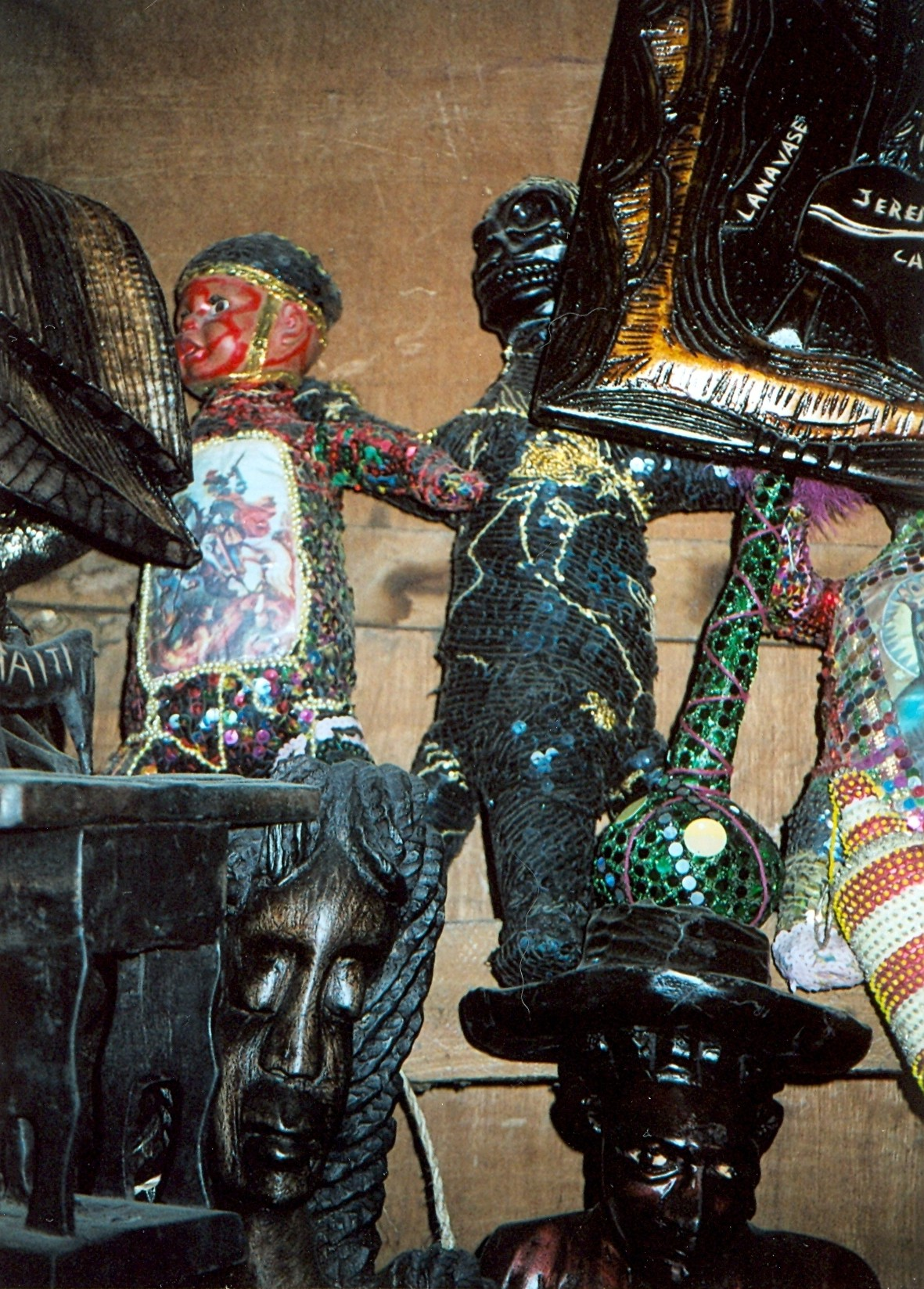
Vodou-artikelen in Port-au-Prince

Vodou, ook bekend onder de Engelse naam voodoo, is sinds 4 april 2003 (bij presidentieel decreet) een officiële godsdienst van het land Haïti.

## Ontstaan
Vodou is gebaseerd op de West-Afrikaanse vodun-religie, die door de slavernij in Haïti en andere Caraïbische landen terecht is gekomen. Op Haïti ontstond zo de religie vodou.
Vodun is de officiële godsdienst in het West-Afrikaanse land Benin. Voodoo is de variant die bestaat in Louisiana net als hoodoo, dat vooral de kruidengeneeskunst en magische kant is van voodoo.
Omdat alle plantagehouders hun slaven onder dwang kerstenden, dus het (vooral rooms-katholieke) christendom bijbrachten en doopten, heeft de originele West-Afrikaanse voodoo zich vermengd met het katholicisme en uit deze synthese kwam de Haïtiaanse vodou voort. Tijdens deze vermenging zijn de bestaande vodun-geesteswezens, de loa, vermomd als katholieke heiligen, waarschijnlijk om de beoefening van het vodou te verbergen. Daarmee is vodou een voorbeeld van syncretisme, een poging om tegengestelde geloven met elkaar te combineren.
Ook elders in het Caraïbisch gebied komen dergelijke syncretistische religies voor, zoals santería op Cuba, obeah op Jamaica en winti in Suriname. Er is ook invloed van de Vrijmetselarij aanwijsbaar.
Vodou en het rooms-katholicisme zijn op Haïti de grootste godsdiensten, al is het protestantisme sterk groeiende.

## Theologie
In de Haïtiaanse vodou erkent men één God, Bondye of Gran Met, waarmee deze religie zich schaart onder de monotheïstische godsdiensten.
Er bestaan echter legio "geestwezens" die als bemiddelaars tussen God en de mensen beschouwd worden. Deze entiteiten worden loa (uitspraak: lwa) genoemd. Deze loa hebben belangrijke krachten die zij echter van God hebben ontvangen. Loa verschillen daarin weinig van hun christelijke tegenhangers, de engelen en (voor rooms-katholieken) de heiligen. Loa opereren in hetzelfde gebied, namelijk tussen God enerzijds en mensen anderzijds. Ze heten in plaats van loa soms ook zanges, dat zijn "des anges", dus 'engelen', of mystères, dus de 'mysteriën', 'geheimen'.
Er zijn een groot aantal loa (401, zegt men soms), en die zijn ingedeeld in zogenaamde nacions of naties. De bekendste 'naties' zijn de groep loa die rada zijn, dat is 'cool', de groep die Petro is of 'hot', en de groep die in de onderwereld en op het kerkhof te vinden is, de Ghédé. Er is een bijzonder duidelijke kleurcode in vodou. Voor rada-loa is die in elk geval wit, en soms lichtblauw of roze, voor petro-loa rood en soms donkerblauw, en voor de Ghédé zwart en purper. De belangrijkste loa hebben elk ook een eigen kleur.
Samen met de loa erkent de Haïtiaanse vodou ook het voortbestaan van de geesten van voorouders, Les Morts. Een bijzondere loa is de Marassa, de tweeling, die samen één loa zijn.
Iedere persoon heeft een lichaam en twee zielen, de ti-bon-ange, dus de 'kleine goede engel', de persoonlijke ziel, en de gwo-bon-ange, dus de 'grote goede engel', een soort universele ziel van een persoon, ook wel de 'dubbel'. De persoon is onsterfelijk middels die gwo-bon-ange die, in de loop der tijd, kan opgaan in de loa. De ti-bon-ange is de ziel die in het hoofd huist, en die weggaat wanneer een mens (een priester, priesteres of 'serviteur') in trance gaat.

## Priesters en hiërarchie

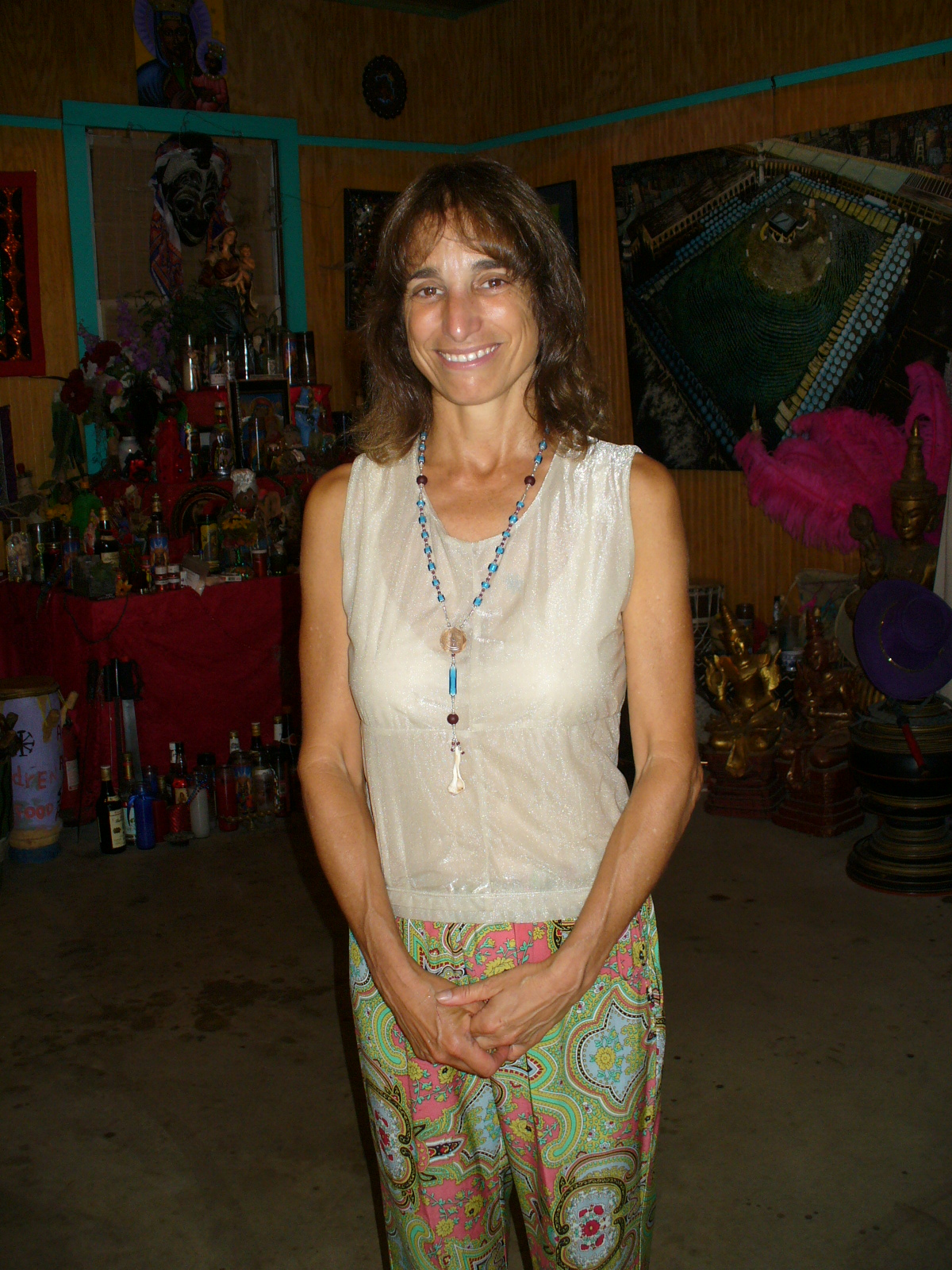
Vodoupriesteres in New Orleans, VS

Binnen de Haïtiaanse vodou kent men de priester, de houngan en de priesteres, mambo genaamd. Verder zijn er ook nog bokor, dat zijn beoefenaars van zwarte magie en tovenarij. Deze bokor zijn los verbonden met wat meestal 'Vodou Ginen' heet, de moreel goede Vodou; men vindt ze eerder in de geheime gezelschappen zoals de Bizango, de Zobop, de Sanpwel en de Vlinbindingue. Er bestaat enige hiërarchie binnen de Vodou, er zijn namelijk drie wijdingen, te weten 'Hounsi', 'Mambo Sur Pwen' respectievelijk 'Houngan Sur Pwen', en 'Mambo Asogwe' respectievelijk 'Houngan Asogwe'. De laatste is de hoogste graad van inwijding. Mambo's en houngans asogwe mogen ook bloedoffers brengen. Houngans, mambo's en bokors handelen in relatieve zelfstandigheid.
De verrassende eenheid die vodou kenmerkt, is veroorzaakt door de manier waarop de ontwikkeling plaatsvond en niet door hiërarchische controle. Binnen de Haïtiaanse vodou bestaat geen hogere clerus en evenmin een overkoepelend lichaam. Ook is er geen heilig boek.
Behalve de hierboven genoemde functies binnen de Haïtiaanse vodou bestaan er lagere religieuze officials die op meerdere manieren helpen bij de ceremonieën.
De houngenikon is een soort ceremoniemeester. De hounsi zijn dienaren, veelal vrouwen, die in het wit gekleed gaan tijdens een "sérémoni vaudou", dat is een ritueel, dat makkelijk een hele nacht kan duren, met liederen, dansen, en offers en trance.
Het centrum van het ritueel is de 'poto mitan', een paal die letterlijk het centrum vormt van de "peristyle" of tempel. Langs de 'poto mitan' dalen de loa af tot op deze aarde, en tot in de tempel.
Bij iedere vodou-eredienst staan drummers centraal. De tanbu, de Afrikaanse trom, levert de ritmes die van groot belang zijn tijdens de eredienst. Er wordt door drie drummers gespeeld op drie drums van verschillend formaat: de papa, de manma en de petit. Ook wordt er wel gespeeld op de, veel zeldzamere, "assotor", een drum van 150–180 cm, die vanaf een verhoging bespeeld wordt.

## Riten
De loa kunnen ingezet worden bij alle vragen die men in het dagelijks leven heeft. Ze worden gezien als hardwerkende krachten in de natuur en worden gevoed door degenen die hen dienen, de serviteurs of vodouisants. Een primaire categorie binnen de rites is de manje, een offerande van voedsel, dat wil zeggen: maaltijden van groenten of fruit, of het bloed van dieren, gewoonlijk kippen of geiten, die geofferd worden (het vlees wordt erna gegeten door de gemeenschap van "serviteurs"). Soms worden er varkens of zelfs runderen geofferd om hun levenskrachten over te dragen aan de loa.
Ook worden er manje gehouden om de overledenen te voeden of als dankzegging voor specifieke diensten die de loa hebben verschaft.

## Plaats in de Haitiaanse maatschappij
Hoewel vodou katholieke elementen kent, bleven de katholieke religieuze autoriteiten zich er, zonder veel succes, tegen verzetten. Protestanten verzetten zich nog feller tegen vodou.
Vodou speelt een belangrijke rol in de Haïtiaanse maatschappij. Een vodou-ceremonie luidde het begin in van de Haïtiaanse Revolutie in 1791. De meeste Haïtiaanse presidenten tolereerden, steunden, of misbruikten vodou om aan de macht te blijven. Met name François Duvalier was een bekend vodou-aanhanger.